# Космос (село)
Ко́смос (каз. Космос) — село у складі Єнбекшиказахського району Алматинської області Казахстану. Входить до складу Жанашарського сільського округу.
У радянські часи село називалось «Нижньоолексієвка».
Населення — 2010 осіб (2021; 2052 у 2009, 1709 у 1999, 1476 у 1989).